# Holly (Colorado)
Pour les articles homonymes, voir Holly.
Holly est une ville américaine située dans le comté de Prowers dans le Colorado.
Selon le recensement de 2010, Holly compte 802 habitants. La municipalité s'étend sur 0,75 milles carrés (1,94 km2).
La ville est nommée en l'honneur de Hiram S. Holly, l'un des premières ranchers à s'y implanter.

## Démographie
| 1900 | 1910 | 1920 | 1930 | 1940 | 1950  |
| ---- | ---- | ---- | ---- | ---- | ----- |
| 364  | 724  | 940  | 971  | 864  | 1 236 |

| 1960  | 1970 | 1980 | 1990 | 2000  | 2010 |
| ----- | ---- | ---- | ---- | ----- | ---- |
| 1 108 | 993  | 969  | 877  | 1 048 | 802  |